# ギャングエイジ
ギャングエイジ（徒党時代、英語：gang age）とは、9歳ごろから児童の発達に現れる特徴の一つであり、ギャンググループと呼ばれる同性だけの集団を形成して児童が教師や保護者より友達など自らの仲間である関係を大切にし始める時期のことである。また、この時期に形成される集団は閉鎖的で相互対立的な特徴をもつことが多いとされる。

## 概要
ギャングエイジは、9歳ごろから見られるようになる。これ以前の就学前から小学校低学年までの友人関係は、不安定で変化しやすく、男女が一緒になって遊ぶことも多い。しかし、小学校中学年ごろからは同性で仲の良い4～5人からなる閉鎖的な仲間集団(ギャング集団)を形成して遊ぶようになる。仲間内にリーダーを置き、集団独自のルールやギャグ、秘密基地などを作ったりすることやあだ名で呼び合ったりすること、共通の秘密を保持することによって仲間意識を持ち、外部に対して排他的で閉鎖的なギャンググループと呼ばれる集団を形成する。特に男子児童に顕著に見られるまた、この時期には保護者との約束よりも仲間との約束を重視するようになる。この時期に所属集団から受ける承認・拒否などが子どもの人格形成、問題行動に影響を及ぼす。
高学年になると趣味の多様化や性別などにより、集団は小さくなっていくとされる。それと同時に排他性や教師への反抗も生じてくる。なお、高学年の時点では個人差が大きく、幼い集団はギャングエイジを続ける傾向がある。
中学生になれば、主な関心の対象は内面の世界に移行し始め、ギャングエイジの特性は徐々に弱くなっていき、終焉する。集団での反抗、自立経験をもとに、個人の反抗、個人の自立を始める。しかし不良少年集団は、遅れて生じはじめたギャングエイジとも言える。
ギャングエイジを経ると、友人関係はチャムグループ、ピアグループといった形で形成されるようになり、同性集団、同性個人、異性集団、異性個人という方向で変質する。
今日においては、ビデオゲームの普及や学習塾や習い事、防犯の観点から子どもが放課後に自由に遊ぶ時間・空間の割合が減少し、喪失傾向にある。また、ギャングエイジを経験しないまま中学生となり、チャムグループが生まれると、行動を通じた集団への一体感を経験がないことが災いし、いじめや排斥、嫌がらせなどによって一体感を得る傾向にある。

### 「ギャング」の語意
「ギャング」とは、班や隊、仲間を意味する語句である。古来、出発（to go）や旅行（journey）を示す言葉であり、そこから港湾労働者のチームを示す言葉となった。日本でも心理学以外ではこの意味で使用されている。例えば、自動車輸送船への自動車を積み込みを専門に行う作業において、そのドライバーや作業員はギャングという単位で呼ばれている。したがって、ギャングエイジ（gang age）を直訳・意訳すれば、「仲間時代」あるいは「大人からの旅立ち時代」となる。かつては「徒党時代」と訳されていたが、現在では一般に徒党という言葉自体が使われなくなっている。
本来はマフィアやストリートギャングなど犯罪者集団を指す単語ではないものの、仲間（gang）を悪者（gangster）と混同する場合がある。この混同により、ギャングエイジを悪い行動と捉えたり、青年期の非行グループに見られる排他的集団と誤解される場合もある。

### 特徴
ギャングエイジにおける社会的行動の特徴は以下の5つである。
1. 社会的な承認・拒否に対して敏感になる[7]
2. 個人間、集団間の競争は魅力あるものとなる
3. 表面的な喧嘩・口論は減少傾向となる
4. 同年代・同性からなる集団を形成する[3]
5. 集団に忠誠をつくし、思想・行動面で集団の基準に適合しようとする

依田新は、その特徴を「8歳以後においては、児童だけの集団（ギャング）が発達し、ジャン・ピアジェによって明らかにされたように，自発的協働と同意との相互性に基づく相互的義務（すべてのものに対する同じ権利と罰）を属性とする平等な公平が支配する児童集団において自主的に規則が制定され、自立的に遵守されてゆく」と述べている。また、田中熊次郎は、ギャング遊びとして、チャンバラやめんこ、木のぼりをあげている。